# Persone di nome Antonia
| Questa pagina contiene informazioni ricavate automaticamente dalle voci biografiche con l'ausilio del template Bio e di un bot. L'aggiornamento è periodico e automatico e ricostruisce completamente la pagina. Se manca una persona in questa lista, sei pregato di non aggiungerla, ma accertati piuttosto che la sua voce biografica contenga il template Bio e che i dati anagrafici siano correttamente compilati. Se il template Bio manca, inseriscilo tu stesso o, in alternativa, metti l'avviso {{tmp\|Bio}} che ne segnala la mancanza. Se i dati riportati sono sbagliati, correggi direttamente la voce biografica; le modifiche saranno visibili in questa lista entro pochi giorni. Per chiarimenti vedi il progetto antroponimi. La lista contiene solo le 107 persone che sono citate nell'enciclopedia e per le quali è stato implementato correttamente il template Bio. Pagina aggiornata al 6 ago 2025. |

Questa è una lista di persone presenti nell'enciclopedia che hanno il nome Antonia, suddivise per attività principale.

## Altiste(1)
- Antonia Stergiou, ex altista greca (Saranda, n. 1985)

## Archeologhe(1)
- Antonia Ciasca, archeologa italiana (Melfi, n. 1930 - Roma, † 2001)

## Architetti(1)
- Antonia Pasqua Recchia, architetto italiano (Casalvieri, n. 1951)

## Archiviste(1)
- Antonia Bolognesi, archivista italiana (Ferrara, n. 1896 - Ferrara, † 1976)

## Astronome(1)
- Antonia Maury, astronoma statunitense (Cold Spring, n. 1866 - New York, † 1952)

## Attiviste(1)
- Antonia Pantojas, attivista e educatrice portoricana (San Juan, n. 1922 - Manhattan, † 2002)

## Attrici(12)
- Antonia Campbell-Hughes, attrice britannica (Derry, n. 1982)
- Antonia Ellis, attrice, cantante e ballerina inglese (Newport, n. 1944)
- Cuca Escribano, attrice spagnola (Madrid, n. 1973)
- Antonia Fotaras, attrice italiana (Roma, n. 1999)
- Antonia Gentry, attrice statunitense (Atlanta, n. 1997)
- Daniela Marra, attrice italiana (Reggio Calabria, n. 1984)
- Antonia Michalsky, attrice e modella tedesca (Amburgo, n. 1990)
- Antonia Prebble, attrice neozelandese (Wellington, n. 1984)
- Antonia San Juan, attrice, sceneggiatrice e regista spagnola (Las Palmas de Gran Canaria, n. 1961)
- Antonia Santilli, attrice italiana (Spigno Saturnia, n. 1949)
- Antonia Thomas, attrice britannica (Londra, n. 1986)
- Antonia Truppo, attrice italiana (Napoli, n. 1977)

## Aviatrici(1)
- Antonietta Cimolini, aviatrice e soprano italiana (Casola Valsenio, n. 1878 - Buenos Aires, † 1904)

## Avvocate(1)
- Antonia Urrejola, avvocata e politica cilena (Santiago, n. 1968)

## Calciatrici(4)
- Antonia Bratu, calciatrice rumena (Cluj-Napoca, n. 2004)
- Antonia Dulčić, calciatrice croata (Spalato, n. 1997)
- Antonia Göransson, ex calciatrice svedese (Asum, n. 1990)
- Antonella Morra, calciatrice italiana (Cerignola, n. 1984)

## Cantanti(5)
- Antonia Bembo, cantante e compositrice italiana (Venezia - Parigi)
- Antonia Cavallucci, cantante e attrice teatrale italiana (Roma)
- Tonia, cantante belga (Anderlecht, n. 1947)
- Antonia Iacobescu, cantante, ballerina e modella rumena (Bucarest, n. 1989)
- Toña la Negra, cantante e attrice messicana (Veracruz, n. 1912 - Città del Messico, † 1982)

## Cestiste(3)
- Antonia Delaere, cestista belga (Anversa, n. 1994)
- Toni Kordic, ex cestista canadese (Edmonton, n. 1964)
- Antonia Solomon, ex cestista neozelandese (Hastings, n. 1969)

## Cicliste su strada(1)
- Antonia Niedermaier, ciclista su strada e ex fondista tedesca (Rosenheim, n. 2003)

## Contralti(1)
- Antonia Merighi, contralto italiano (Bologna, n. 1695 - Bologna, † 1760)

## Cuoche(2)
- Antonia Klugmann, cuoca e imprenditrice italiana (Trieste, n. 1979)
- Antonia Lofaso, cuoca statunitense (Northridge, n. 1976)

## Danzatrici(1)
- La Argentina, ballerina spagnola (Buenos Aires, n. 1890 - Bayonne, † 1936)

## Designer(1)
- Antonia Campi, designer italiana (Sondrio, n. 1921 - Chiavari, † 2019)

## Direttrici d'orchestra(2)
- Antonia Brico, direttrice d'orchestra e pianista statunitense (Rotterdam, n. 1902 - Denver, † 1989)
- Antonia Joy Wilson, direttrice d'orchestra statunitense (Oxford, n. 1957)

## Drammaturghe(1)
- Antonia Fontana, drammaturga e musicista italiana (Venezia)

## Fotografe(2)
- Antonia Mulas, fotografa italiana (Barbianello, n. 1939 - Milano, † 2014)
- Antonia Verocai Zardini, fotografa italiana (Cortina d'Ampezzo, n. 1876 - Cortina d'Ampezzo, † 1951)

## Modelle(3)
- Antonia Dell'Atte, modella e personaggio televisivo italiana (Brindisi, n. 1960)
- Antonia Figueroa, modella cilena (La Serena, n. 1995)
- Toni Garrn, supermodella tedesca (Amburgo, n. 1992)

## Musiciste(1)
- Toni Basil, musicista, attrice e coreografa statunitense (Filadelfia, n. 1943)

## Nobildonne(14)
- Antonia minore, nobildonna romana (n. 36 a.C. - † 37)
- Antonia de Rocamora, nobildonna spagnola (Orihuela, n. 1724 - Madrid, † 1751)
- Antonia María de Heredia, nobildonna spagnola (Saragozza, n. 1746 - Orihuela, † 1808)
- Antonia Gordiana, nobildonna romana (Roma, n. 201)
- Antonia da Barignano, nobildonna (Brescia, n. 1399 - † 1471)
- Antonia di Borbone-Vendôme, nobildonna (Ham, n. 1494 - Joinville, † 1583)
- Antonia Gonzaga, nobildonna italiana (n. 1493 - † 1540)
- Antonia Malatesta, nobildonna italiana (Rimini, n. 1451 - Luzzara, † 1483)
- Antonia Malatesta di Cesena, nobildonna italiana (n. 1394)
- Antonia Salimbeni, nobildonna italiana (Siena, n. 1369 - † 1411)
- Antonia Visconti, nobildonna (Milano, n. 1364 - Stoccarda, † 1405)
- Antonia da Correggio, nobildonna italiana
- Antonia di Savoia, nobildonna francese († 1500)
- Antonia maggiore, nobildonna romana (Atene, n. 39 a.C.)

## Nobili(4)
- Antonia Dal Verme, nobile italiana (Borgonovo Val Tidone, † 1487)
- Antonia Lodron, nobile austriaco (n. 1738 - † 1780)
- Antonia Torelli, nobile italiana (Montechiarugolo, n. 1406 - † 1468)
- Antonia del Balzo, nobile italiana (n. 1461 - Gazzuolo, † 1538)

## Pallanuotiste(1)
- Antonia Moraiti, pallanuotista greca (n. 1977)

## Patriote(1)
- Antonia Masanello, patriota italiana (Cervarese Santa Croce, n. 1833 - Firenze, † 1862)

## Pittrici(2)
- Antonia di Paolo di Dono, pittrice italiana (Firenze, n. 1456 - † 1491)
- Antonia Pinelli, pittrice italiana (Bologna - Bologna, † 1644)

## Poetesse(3)
- Antonia De Gattis, poetessa italiana (Lecco, n. 1978)
- Antonia Giannotti, poetessa e drammaturga italiana (Firenze - † 1501)
- Antonia Pozzi, poetessa italiana (Milano, n. 1912 - Milano, † 1938)

## Politiche(3)
- Tonia Antoniazzi, politica e rugbista a 15 britannica (Llanelli, n. 1971)
- Ninetta Bartoli, politica italiana (Borutta, n. 1896 - Borutta, † 1978)
- Antonia Novello, politica e medico statunitense (Fajardo, n. 1944)

## Principesse(4)
- Antonia di Braganza, principessa portoghese (Lisbona, n. 1845 - Sigmaringen, † 1913)
- Antonia del Liechtenstein, principessa austriaca (Vienna, n. 1749 - Hütteldorf, † 1813)
- Antonia di Lorena, principessa francese (Nancy, n. 1568 - Nancy, † 1610)
- Antonia di Nassau-Weilburg, principessa lussemburghese (Lenggries, n. 1899 - Lenzerheide, † 1954)

## Psicologhe(1)
- Toni Wolff, psicologa svizzera (Zurigo, n. 1888 - Zurigo, † 1953)

## Registe(1)
- Antonia Bird, regista britannica (Londra, n. 1951 - Londra, † 2013)

## Religiose(5)
- Antonia Alighieri, religiosa italiana (Firenze - Ravenna)
- Antonia da Firenze, religiosa e badessa italiana (Firenze - L'Aquila, † 1472)
- Antonia Locatelli, religiosa italiana (Fuipiano Valle Imagna, n. 1937 - Nyamata, † 1992)
- Antonia Maria Verna, religiosa italiana (Pasquaro, n. 1773 - Rivarolo Canavese, † 1838)
- Antonia Werr, religiosa tedesca (Würzburg, n. 1813 - Würzburg, † 1868)

## Sciatrici alpine(1)
- Antonia Kermer, ex sciatrice alpina tedesca (n. 2002)

## Scrittrici(6)
- Antonia Arslan, scrittrice e traduttrice italiana (Padova, n. 1938)
- Antonia Barbiano di Belgiojoso, scrittrice e mecenate italiana (Milano, n. 1730 - Milano, † 1773)
- Antonia Susan Byatt, scrittrice e critica letteraria britannica (Sheffield, n. 1936 - Londra, † 2023)
- Tonke Dragt, scrittrice e illustratrice olandese (Batavia, n. 1930 - L'Aia, † 2024)
- Antonia Hodgson, scrittrice britannica (Derby, n. 1971)
- Antonia Salzano, scrittrice italiana (Roma, n. 1966)

## Sensitive(1)
- Antonia Tejera Reyes, sensitiva spagnola (Candelaria, n. 1908 - Santa Cruz de Tenerife, † 1983)

## Soprani(3)
- Antonia Bernasconi, soprano tedesco (Stoccarda - Vienna)
- Antonia Campi, soprano polacco (Lublino, n. 1773 - Monaco di Baviera, † 1822)
- Antonia Sitchès de Mendi, soprano e compositrice spagnola (Talavera de la Reina, n. 1827 - Maisons-Laffitte, † 1914)

## Sovrane(1)
- Antonia del Balzo, regina (Messina, † 1375)

## Storiche(1)
- Antonia Fraser, storica e biografa britannica (Londra, n. 1932)

## Tenniste(2)
- Antonia Lottner, tennista tedesca (Düsseldorf, n. 1996)
- Antonia Ružić, tennista croata (Orehovica, n. 2003)

## Tipografe(1)
- Antonia Ibarra Cons, tipografa spagnola (Cervera, n. 1739 - † 1805)

## Senza attività specificata(5)
- Antonia di Tralles, romana
- Antonia, romana (Roma, n. 85 a.C.)
- Antonia Cenide, romana († 75)
- Antonia Mesina, italiana (Orgosolo, n. 1919 - Orgosolo, † 1935)
- Antonia Terzi, ingegnera italiana (Mirandola, n. 1971 - Regno Unito, † 2021)